# Тутин
Тутин је градско насеље у Србији и седиште истоимене општине у Рашком управном округу. Према попису из 2022. било је 11.169 становника.

## Географија
Тутин се налази на 867 метара надморске висине у централном делу Рашке области, која се у том делу државе назива Санџак, у општини Тутин. Насеље се на северу граничи са Дубовом, на истоку са Митровом, на југоистоку са Жупом, на југозападу са Северним Кочарником и на западу и северозападу са Лукавицом. Иако Тутин има велики утицај на оближње насеље Веље Поље, са њим се не граничи.
Пресудни утицај на климу Тутина има то што се сам урбани део налази у котлини окружен брдима, те насеље Тутин има за нијансу блажу зиму од околних насеља.

## Историја
Тутин спада у релативно млађа, односно касно формирана насеља. Сврстава се у ред оних двадесетак насталих од друге половине 16. до краја 18. века. Сва села око њега имају знатно дужу традицију и ранију историју. Први помен насеља – Штавица, налази се у писму калуђера Павла и Дамјана који су обилазећи хришћанске крајеве под Турцима прошли овуда и извештај упутили папи 1557. године. У том документу био је поменут Штавички басен, са њим и Штавица, али Тутина није било те још увек стоји под непознаницом. Ово утолико пре што неколико насеља у Србији има исти назив те, будући да је словенског порекла, извесно је да означава неки симбол.
Први познати писани документ о називу Тутин, насељу са седам кућа, налази се у путопису Енглескиња Мјур Макензи и Аделине Паулине Ирби из 1868. године. Оне су са пратњом на пропутовању пречицом од Новог Пазара ка Рожајама и Пећи преноћиле у Тутину, насељу од 7 кућа у гостопримству аганске куће Хамзагића (то не значи да је тада Тутин настао и добио име).
До 1912. године, Тутин је био мало насеље са 20 кућа. Током 1920-их година, насеље се знатно развило, а у њему је било јавних зграда, здравствених станица, школа и продавница. Средиште је Штавичког среза у Рашкој области 1922—1929. (средиште Чачак), затим у Зетској бановини (средиште Цетиње). Описан је као „најмања варошица” у земљи. Пред Други светски рат је имао око 400 становника, није било улица у месту, од зграда су се истицале среско начелство, основна школа и здраствена станица, а остало су биле „мале и ниске брвнаре”. Видрењак је био „необично богат пастрмком”.

## Име града
Према једном предању, данашње име Тутин добија 1831. године приликом проласка Хусејин-Бега Градашчевића са војском преко Тутинске територије, да би ратовао против Турске војске и реформи које је спроводио султан Махмуд II. Како је Хусеинова војска била силна и бројна, до тада невиђена, народ је био изненадјен њеним проласком и тутњавом. По томе је место Доња Дмитрова (или Доња Митрова, како се тада звао Тутин), где је војска логоровала, добило име Тутин.
Друго предање говори да је последња илирска краљица Теута столовала на брду изнад града, те је по томе добио име Теутин град – Тутин.

## Демографија
У насељу Тутин живи 7.290 пунолетних становника, а просечна старост становништва износи 33,1 година (32,6 код мушкараца и 33,7 код жена).
Ово насеље је великим делом насељено Бошњацима (према попису из 2011), а у последњим пописима примећен је пораст у броју становника.
|             | \| Демографија[3] \| Демографија[3] \| Демографија[3] \| \| Година \| Становника \| Становника \| \| -------------- \| -------------- \| -------------- \| \| 1948. \| 600 \| \| \| 1953. \| 870 \| \| \| 1961. \| 1.536 \| \| \| 1971. \| 3.458 \| \| \| 1981. \| 6.233 \| \| \| 1991. \| 8.840 \| 8.709 \| \| 2002. \| 9.111 \| 11.053 \| \| 2011. \| 10.094 \| \| \| 2022. \| 11.169 \| \| |            |
| Демографија | |            |
| Година      | Становника | Становника |
| 1948.       | 600 |            |
| 1953.       | 870 |            |
| 1961.       | 1.536 |            |
| 1971.       | 3.458 |            |
| 1981.       | 6.233 |            |
| 1991.       | 8.840 | 8.709      |
| 2002.       | 9.111 | 11.053     |
| 2011.       | 10.094 |            |
| 2022.       | 11.169 |            |

| Етнички састав према попису из 2011.‍ | Етнички састав према попису из 2011.‍ | Етнички састав према попису из 2011.‍ | Етнички састав према попису из 2011.‍ | Етнички састав према попису из 2011.‍ |
| ------------------------------------ | ------------------------------------ | ------------------------------------ | ------------------------------------ | ------------------------------------ |
|                                      |                                      |                                      |                                      |                                      |
| Бошњаци                              | Бошњаци                              |                                      | 8.428                                | 83,5%                                |
| Муслимани                            | Муслимани                            |                                      | 609                                  | 6,03%                                |
| Срби                                 | Срби                                 |                                      | 572                                  | 5,66%                                |
| Горанци                              | Горанци                              |                                      | 55                                   | 0,54%                                |
| Роми                                 | Роми                                 |                                      | 25                                   | 0,24%                                |
| Албанци                              | Албанци                              |                                      | 22                                   | 0,21%                                |
| Црногорци                            | Црногорци                            |                                      | 7                                    | 0,07%                                |
| Југословени                          | Југословени                          |                                      | 4                                    | 0,04%                                |
| Македонци                            | Македонци                            |                                      | 4                                    | 0,04%                                |
| Бугари                               | Бугари                               |                                      | 2                                    | 0,02%                                |
| Мађари                               | Мађари                               |                                      | 1                                    | 0,01%                                |
| Руси                                 | Руси                                 |                                      | 1                                    | 0,01%                                |
| остали                               | остали                               |                                      | 7                                    | 0,07%                                |
| неизјашњени                          | неизјашњени                          |                                      | 3                                    | 0,03%                                |
| непознато                            | непознато                            |                                      | 354                                  | 3,50%                                |

| \| \| м \| \| \| ж \| \| ? \| 22 \| \| \| 19 \| \| 80+ \| 32 \| \| \| 33 \| \| 75—79 \| 48 \| \| \| 46 \| \| 70—74 \| 73 \| \| \| 92 \| \| 65—69 \| 129 \| \| \| 130 \| \| 60—64 \| 146 \| \| \| 141 \| \| 55—59 \| 179 \| \| \| 195 \| \| 50—54 \| 232 \| \| \| 242 \| \| 45—49 \| 301 \| \| \| 304 \| \| 40—44 \| 284 \| \| \| 337 \| \| 35—39 \| 274 \| \| \| 356 \| \| 30—34 \| 271 \| \| \| 343 \| \| 25—29 \| 310 \| \| \| 417 \| \| 20—24 \| 357 \| \| \| 444 \| \| 15—19 \| 475 \| \| \| 460 \| \| 10—14 \| 448 \| \| \| 437 \| \| 5—9 \| 368 \| \| \| 410 \| \| 0—4 \| 391 \| \| \| 365 \| \| Просек : \| 30,5 \| \| \| 30,8 \| |      |  |  |      |
| |      |  |  |      |
| | м    |  |  | ж    |
| ? | 22   |  |  | 19   |
| 80+ | 32   |  |  | 33   |
| 75—79 | 48   |  |  | 46   |
| 70—74 | 73   |  |  | 92   |
| 65—69 | 129  |  |  | 130  |
| 60—64 | 146  |  |  | 141  |
| 55—59 | 179  |  |  | 195  |
| 50—54 | 232  |  |  | 242  |
| 45—49 | 301  |  |  | 304  |
| 40—44 | 284  |  |  | 337  |
| 35—39 | 274  |  |  | 356  |
| 30—34 | 271  |  |  | 343  |
| 25—29 | 310  |  |  | 417  |
| 20—24 | 357  |  |  | 444  |
| 15—19 | 475  |  |  | 460  |
| 10—14 | 448  |  |  | 437  |
| 5—9 | 368  |  |  | 410  |
| 0—4 | 391  |  |  | 365  |
| Просек : | 30,5 |  |  | 30,8 |

| Година пописа     | 1948. | 1953. | 1961. | 1971. | 1981. | 1991. | 2002. |
| ----------------- | ----- | ----- | ----- | ----- | ----- | ----- | ----- |
| Број домаћинстава | 138   | 218   | 367   | 735   | 1.330 | 1.860 | 2.059 |

| Број чланова      | 1   | 2   | 3   | 4   | 5   | 6   | 7   | 8  | 9  | 10 и више | Просек |
| ----------------- | --- | --- | --- | --- | --- | --- | --- | -- | -- | --------- | ------ |
| Број домаћинстава | 171 | 223 | 260 | 438 | 453 | 267 | 139 | 53 | 26 | 29        | 4,36   |

| Пол    | Укупно | Неожењен/Неудата | Ожењен/Удата | Удовац/Удовица | Разведен/Разведена | Непознато |
| ------ | ------ | ---------------- | ------------ | -------------- | ------------------ | --------- |
| Мушки  | 3.133  | 1.137            | 1.853        | 97             | 28                 | 18        |
| Женски | 3.559  | 1.121            | 1.993        | 360            | 81                 | 4         |
| УКУПНО | 6.692  | 2.258            | 3.846        | 457            | 109                | 22        |

| Пол    | Укупно                    | Пољопривреда, лов и шумарство | Рибарство                            | Вађење руде и камена | Прерађивачка индустрија       |
| ------ | ------------------------- | ----------------------------- | ------------------------------------ | -------------------- | ----------------------------- |
| Мушки  | 1.143                     | 68                            | 0                                    | 9                    | 230                           |
| Женски | 564                       | 10                            | 0                                    | 7                    | 82                            |
| Укупно | 1.707                     | 78                            | 0                                    | 16                   | 312                           |
|        |                           |                               |                                      |                      |                               |
| Пол    | Производња и снабдевање   | Грађевинарство                | Трговина                             | Хотели и ресторани   | Саобраћај, складиштење и везе |
| Мушки  | 29                        | 94                            | 141                                  | 42                   | 85                            |
| Женски | 8                         | 1                             | 80                                   | 9                    | 13                            |
| Укупно | 37                        | 95                            | 221                                  | 51                   | 98                            |
|        |                           |                               |                                      |                      |                               |
| Пол    | Финансијско посредовање   | Некретнине                    | Државна управа и одбрана             | Образовање           | Здравствени и социјални рад   |
| Мушки  | 8                         | 15                            | 144                                  | 136                  | 72                            |
| Женски | 9                         | 6                             | 60                                   | 114                  | 132                           |
| Укупно | 17                        | 21                            | 204                                  | 250                  | 204                           |
|        |                           |                               |                                      |                      |                               |
| Пол    | Остале услужне активности | Приватна домаћинства          | Екстериторијалне организације и тела | Непознато            | Непознато                     |
| Мушки  | 29                        | 0                             | 0                                    | 41                   | 41                            |
| Женски | 11                        | 3                             | 0                                    | 19                   | 19                            |
| Укупно | 40                        | 3                             | 0                                    | 60                   | 60                            |

## Bogoljub Cukic narodni heroj
- Рамо Куртановић, познати геолог
- Касим Бајровић, генетичар, Универзитет у Сарајеву, ИНГЕБ
- Меџид Факић, ликовни умјетник и привредник
- Сафет Санџакли, турски фудбалер и политичар